# Trachea yoshinoensis
Trachea yoshinoensis är en fjärilsart som beskrevs av Alfred Ernest Wileman 1911. Trachea yoshinoensis ingår i släktet Trachea och familjen nattflyn. Inga underarter finns listade i Catalogue of Life.